# 非常外父生擒霍老爺
《非常外父生擒霍老爺》（英語：Meet the Fockers）是一部2004年上映的美國喜劇電影，也是《非常外父揀女婿》的續集。由積·羅治執導，羅拔·迪尼路和班·史提勒主演，沿用《非常外父揀女婿》的原裝班底：德斯汀·荷夫曼、芭芭拉·史翠珊、Teri Polo、Blythe Danner及歐文·威爾森。本片的續集《拜见岳父大人3》已於2010年12月22日上映。

## 劇情
上回講到，男護士阿基（賓史迪拿飾演）幾番波折，終於得到準外父老積（羅拔迪尼路飾演）接納，邁向迎娶女友柏美（泰利保路飾演）一大步……
殊不知，外父突然話要先見一見親家老爺奶奶！
據阿基所講，他阿爸是律師，阿媽是醫生。身為前中央情報局測謊專員的老積，對這種家庭背景十分滿意，阿基一家堪稱門當戶對。不過，當他踏入未來親家門口，情況顯然有異──霍老爺（德斯汀荷夫曼飾演）原來是個一早已退職、掛著湊仔的過氣律師，霍奶奶（芭芭拉史翠珊飾演）則其實是「性慾治療師」，最愛教阿公阿婆點樣活到老「造」到老！

## 角色
- 傑克·提比留斯·伯恩斯 （Jack Tiberius Byrnes） (羅拔·迪尼路)

潘的父親。也是小傑克的爺爺，覺得小傑克非常的可愛。還有對福克家的個性而疑惑者。
- 蓋洛德“葛雷格”·麥隆·福克（Gaylord "Greg" Myron Focker） (班·史提勒)

潘的未婚夫。男性看護。為了伯恩斯家和福克家而奮鬥者。
- 潘蜜拉·瑪莎“潘”·福克（舊姓（伯恩斯））（Pamela Martha "Pam" Focker） (née Byrnes) (泰莉·波羅)

葛雷格的未婚妻。在結婚前發現懷孕了。
- 黛娜·伯恩斯（Dina Byrnes） (布萊絲·丹納)

潘的母親。也是小傑克的奶奶，對於丈夫覺得小傑克很可愛，對於他忽略了她並不介意。
- 伯納德“伯尼”·福克（Bernard "Bernie" Focker ）(達斯汀·霍夫曼)

葛雷格的父親。個性很開朗，原本是個律師，結婚後是個家庭主夫。
- 羅莎琳德“蘿茲”·福克（Rosalind "Roz" Focker） (芭芭拉·史翠珊)

葛雷格的母親。和丈夫一樣個性很開朗，為上年紀的人做愛情方面治療的開導師。
- 小傑克·伯恩斯（Little Jack Byrnes） (史賓賽與布萊德里·皮克倫)

傑克與黛娜的孫子。是前作出場的黛比與鮑伯的兒子。不過只是一個寶寶，還不會說話。
- 伊莎貝爾·維拉羅伯斯（Isabel Villalobos） (阿蘭娜·由巴奇)

福克家的原女傭。現在在做類似外檜的工作，實際上她是葛雷格初體驗的對象。
- 荷黑·維拉羅伯斯（Jorge Villalobos） (雷·聖地牙哥)

伊莎貝爾的兒子。由於他和葛雷格長的很像，因此被懷疑是葛雷格的私生子。
- 凱文·羅利（Kevin Rawley） (歐文·威爾森)

潘的前未婚夫。在本故事以意外的方式登場，對潘還是很眷戀的樣子。

## 票房
首周北美$46,120,980，最终北美达到$279,261,160；海外累计$237,381,779，因此全球$516,642,939。

## 外部連結
- 互联网电影数据库（IMDb）上《非常外父生擒霍老爺》的资料（英文）